# Helen Hunt
Helen Elizabeth Hunt (Culver City (Californië), 15 juni 1963) is een Amerikaans actrice. Ze won in 1998 een Academy Award en een Golden Globe voor haar hoofdrol in As Good as It Gets. Daarnaast werden haar meer dan 25 acteerprijzen toegekend, waaronder nog drie Golden Globes, vier Emmy Awards en drie American Comedy Awards voor haar rol in de televisieserie Mad About You.

## Levensloop

### Carrière
Hunt was leerling bij de theaterschool van Gary Austin. Zij speelde samen met Paul Reiser de hoofdrol in de televisie-sitcom Mad About You, die van 1992 tot en met 1999 zeven seizoenen liep. Als liefdevol doch kibbelend echtpaar sleepten Reiser en zij met de serie meer dan dertig prijzen binnen, waaronder een Emmy voor Hunt zelf in zowel 1996, 1997, 1998 als 1999.
Daarnaast bouwde Hunt een aanzienlijk lijstje filmrollen op, zoals in Cast Away, Twister en As Good as It Gets (met Jack Nicholson). Voor haar rol in laatstgenoemde titel won ze de Oscar voor beste vrouwelijke hoofdrol in 1998. Daarmee was Hunt, sinds Liza Minnelli in 1973, de eerste actrice die zowel een Emmy, een Golden Globe als een Oscar won in hetzelfde jaar.

### Privéleven
Hunt was van juli 1999 tot december 2000 getrouwd met acteur Hank Azaria. Ze had relaties met Eric Stoltz en Matthew Broderick. Daarna ging ze samenwonen met schrijver Matthew Carnahan, met wie ze op 13 mei 2004 dochter Makena Lei Gordon Carnahan kreeg. Het koppel ging in 2017 uiteen.

## Filmografie
- I See You (2019)
- Ride (2014)
- The Sessions (2012)
- Soul Surfer (2011)
- Every Day (2011)
- Then She Found Me (2007 - ook als regisseur, producent en co-scenarist)
- Bobby (2006)
- Empire Falls (televisie) (2005)
- A Good Woman (2004)
- The Curse of the Jade Scorpion (2001)
- Timepiece (2001)
- Cast Away (2000)
- Pay It Forward (2000)
- What Women Want (2000)
- Dr. T & the Women (2000)
- Twelfth Night (televisie) (1998)
- Twister: Ride It Out (1998)
- As Good as It Gets (1997)
- Twister (1996)
- Kiss of Death (1994)
- In the Company of Darkness (televisie) (1993)
- Sexual Healing (1993)
- Mad About You (televisie) (1992)
- Trancers III (1992)
- Bob Roberts (1992)
- Mr. Saturday Night (1992)
- Only You (1992)
- The Waterdance (1992)
- Into the Badlands (televisie) (1991)
- Trancers II (1991)
- Murder in New Hampshire: The Pamela Wojas Smart Story (televisie) (1991)
- Next of Kin (1989)
- Incident at Dark River (televisie) (1989)
- The Frog Prince (1988)
- Stealing Home (1988)
- Miles from Home (1988)
- Shooter (televisie) (1988)
- Project X (1987)
- Peggy Sue Got Married (1986)
- The Nativity (1986)
- Girls Just Want to Have Fun (1985)
- Waiting to Act (1985)
- Trancers (1985)
- Sweet Revenge (televisie) (1984)
- Choices of the Heart (televisie) (1983)
- Quarterback Princess (televisie) (1983)
- Bill: On His Own (televisie) (1983)
- Desperate Lives (televisie) (1982)
- The Miracle of Kathy Miller (televisie) (1981)
- Angel Dusted (televisie) (1981)
- The Best Little Girl in the World (televisie) (1981)
- I Think I'm Having a Baby (televisie) (1981)
- Child Bride of Short Creek (televisie) (1981)
- Transplant (televisie) (1979)
- Rollercoaster (1977)
- The Spell (televisie) (1977)
- Having Babies (televisie) (1976)
- The Swiss Family Robinson (televisie) (1975)
- All Together Now (televisie) (1975)
- Death Scream (televisie) (1975)
- Pioneer Woman (televisie) (1973)